# Reginald Abbott
Reginald Stewart Abbott, dit Reg Abbott (né le 4 février 1930 à Winnipeg dans la province du Manitoba au Canada) est un joueur canadien de hockey sur glace.

## Carrière de joueur
Abbott a commencé sa carrière professionnelle avec les Cougars de Victoria où il a passé quatre saisons. Ce joueur de centre joua la majorité de sa carrière dans les ligues semi-professionnels ou professionnels mineurs qui s'étala des saisons 1948-1949 à 1964-1965. Il fut l'objet de prêt pour quelques parties avec les Canadiens de Montréal lors de la saison 1952-1953. Au cours de ces trois matchs, il n'a pas marqué des points et il n'a pas gagné de minute de pénalité.
En dehors de trois matchs dans la Ligue américaine de hockey avec les Hornets de Pittsburgh, Abbott passa les cinq prochaines saisons à jouer au hockey senior pour les Bulldogs de Windsor. Il termina sa carrière avec une participation au Championnat du monde de hockey sur glace en 1965.
Le 1er décembre 1952, il est prêté aux Cougars de Victoria de la WHL.

## Statistiques
Pour les significations des abréviations, voir Statistiques du hockey sur glace.
| Saison     | Équipe                 | Ligue          |    | Saison régulière | Saison régulière | Saison régulière | Saison régulière | Saison régulière |    | Séries éliminatoires | Séries éliminatoires | Séries éliminatoires | Séries éliminatoires | Séries éliminatoires |
| Saison     | Équipe                 | Ligue          | PJ | B                | A                | Pts              | Pun              | PJ               | B  | A                    | Pts                  | Pun                  |                      |                      |
| 1948-1949  | Wheat Kings de Brandon | MJHL           | 39 | 16               | 16               | 32               | 6                | 23               | 12 | 7                    | 19                   | 9                    |                      |                      |
| 1948-1949  | Wheat Kings de Brandon | Coupe Memorial |    |                  |                  |                  |                  | 16               | 7  | 6                    | 13                   | 9                    |                      |                      |
| 1949-1950  | Wheat Kings de Brandon | MJHL           | 36 | 27               | 27               | 54               | 24               | 13               | 12 | 8                    | 20                   | 6                    |                      |                      |
| 1949-1950  | Wheat Kings de Brandon | Coupe Memorial |    |                  |                  |                  |                  | 6                | 6  | 1                    | 7                    | 2                    |                      |                      |
| 1950-1951  | Cougars de Victoria    | PLCH           | 70 | 14               | 24               | 38               | 29               | 12               | 3  | 9                    | 12                   | 8                    |                      |                      |
| 1951-1952  | Cougars de Victoria    | PLCH           | 57 | 16               | 27               | 43               | 30               | 13               | 3  | 6                    | 9                    | 7                    |                      |                      |
| 1952-1953  | Cougars de Victoria    | WHL            | 65 | 22               | 22               | 44               | 18               |                  |    |                      |                      |                      |                      |                      |
| 1952-1953  | Canadiens de Montréal  | LNH            | 3  | 0                | 0                | 0                | 0                |                  |    |                      |                      |                      |                      |                      |
| 1953-1954  | Cougars de Victoria    | WHL            | 69 | 7                | 17               | 24               | 24               | 3                | 0  | 2                    | 2                    | 2                    |                      |                      |
| 1954-1955  | Bulldogs de Windsor    | OHASr          | 48 | 22               | 34               | 56               | 0                |                  |    |                      |                      |                      |                      |                      |
| 1954-1955  | Hornets de Pittsburgh  | LAH            | 3  | 0                | 0                | 0                | 2                |                  |    |                      |                      |                      |                      |                      |
| 1955-1956  | Bulldogs de Windsor    | OHASr          | 48 | 20               | 24               | 44               | 0                |                  |    |                      |                      |                      |                      |                      |
| 1956-1957  | Bulldogs de Windsor    | OHASr          | 52 | 21               | 26               | 47               | 0                | 8                | 3  | 1                    | 4                    | 2                    |                      |                      |
| 1957-1958  | Bulldogs de Windsor    | OHASr          | 35 | 6                | 12               | 18               | 10               | 12               | 5  | 1                    | 6                    | 4                    |                      |                      |
| 1958-1959  | Bulldogs de Windsor    | OHASr          | 8  | 1                | 1                | 2                | 4                |                  |    |                      |                      |                      |                      |                      |
| 1960-1961  | Maroons de Winnipeg    | SSHL           | 20 | 14               | 9                | 23               | 5                |                  |    |                      |                      |                      |                      |                      |
| 1961-1962  | Maroons de Winnipeg    | SSHL           |    |                  |                  |                  |                  | 11               | 7  | 10                   | 17                   | 0                    |                      |                      |
| 1962-1963  | Maroons de Winnipeg    | SSHL           | 11 | 5                | 21               | 26               | 4                | 15               | 6  | 13                   | 19                   | 9                    |                      |                      |
| 1963-1964  | Maroons de Winnipeg    | SSHL           | 11 | 9                | 10               | 19               | 2                |                  |    |                      |                      |                      |                      |                      |
| 1963-1964  | Comets de Clinton      | EHL            | 10 | 2                | 3                | 5                | 6                |                  |    |                      |                      |                      |                      |                      |
| 1964-1965  | Maroons de Winnipeg    | SSHL           | 6  | 6                | 6                | 12               | 2                |                  |    |                      |                      |                      |                      |                      |
| Totaux LNH | Totaux LNH             | Totaux LNH     | 3  | 0                | 0                | 0                | 0                |                  |    |                      |                      |                      |                      |                      |

### Statistiques en équipe nationale
| Année | Équipe | Compétition |   | PJ | B | A | Pts | Pun         |  | Résultats |
| 1965  | CdM    | 7           | 2 | 2  | 4 | 0 | 0   | 4e position |  |           |

### Équipes d'étoiles et Trophées
- 1950 : nommé dans la 1re équipe d'étoiles de la Manitoba Junior Hockey League.